# TSV Schwabmünchen Mammuts
TSV Schwabmünchen Mammuts ist der Name der Inline-Skaterhockeyabteilung des schwäbischen Sportvereins TSV Schwabmünchen.

## Geschichte
Die Abteilung Inline-Skaterhockey des TSV Schwabmünchen wurde 2002 gegründet. Im Jahr 2003 startete der TSV in der Landesliga Allgäu des Bayerischen Rollsport- und Inline Verbandes (BRIV) und gewann die Vizemeisterschaft. In der Saison 2004 trat der Verein mit der 1. Mannschaft in der Oberliga Süd und die neugegründete 2. Mannschaft in der Landesliga Allgäu an. Erneut errang die „Erste“ die Vizemeisterschaft. 
2005 startete die 1. Mannschaft in der Regionalliga Süd-Ost und gewann den Meistertitel, die 2. Herrenmannschaft spielte in der Landesliga Schwaben, die „Dritte“ errang in der Landesliga Allgäu die Vizemeisterschaft. Die neuformierte Juniorenmannschaft belegte in ihrem Premierenjahr den dritten Platz.
In der Saison 2006 stieg die 1. Mannschaft von der 2. Bundesliga Süd (Inline-Skaterhockey Deutschland) in die 1. Bundesliga Süd auf und verpasste dort im ersten Jahr knapp die Playoffs. In der Saison 2008 gelang die Süddeutsche Meisterschaft. Die 2. Mannschaft der Mammuts tritt in der Oberliga-Süd (BRIV), die 3. Mannschaft in der Landesliga Schwaben (BRIV) sowie die Junioren in der Juniorenliga Süd (BRIV) an.
Mit dem Verteidiger Simon Arzt stellten die Mammuts einen deutschen Nationalspieler, der bei seiner ersten Europameisterschaft 2009 in den All-Star Kader gewählt wurde. Erwähnenswert ist auch das Abschneiden von Dominik Hägele. Dieser wurde in allen vier Jahren der Schwabmünchner in der 1. Bundesliga Süd Topscorer der Liga.
Vier Spieler der Mammuts waren zu Saisonbeginn 2011 für längere Zeit gesperrt: Kapitän Nicolai Wagner (7 Spiele), Assistent Dominik Hägele (2 Spiele), Matthias Batscheider (12 Spiele) und Thomas Kalnik (20 Spiele).
Wegen des dünnen Kaders konnten diese Ausfälle schwer kompensiert werden. Aufgrund der Neustrukturierung der 1. Liga stiegen die letzten 4 der 10 angetretenen Teams ab. Leider sprang für die Mammuts nach den durch die Sperren anfänglichen Problemen und einem sog. Seuchenjahr nur der 7. Platz heraus, was den Abstieg in die 2. Bundesliga bedeutete.
Vorstand Marcus Kruppe, der seit 2002 Leiter und Vorstand der Mammuts war, schied nach der Saison aus beruflichen Gründen aus. Sein Nachfolger ist sein älterer Bruder Christian Kruppe.
Kurz vor der Saisonvorbereitung 2012 folgten zwei Hiobsbotschaften, die die Mammuts hart trafen. Sowohl Kapitän und Mitgründer des Vereins Nicolas Wagner, als auch Nationalspieler Simon Arzt verließen die Schwabmünchner Richtung Augsburg zum rivalisierten Verein TV Augsburg.
Dem TSV blieb nichts anderes übrig als den Kader mit neuen Spielern aufzustocken, was mit den Neuzugängen Alexander Krafczyk und Brian Bartl gelang.
Auch der ehemalige Torhüter Markus Keller schloss sich nach 2 Jahren Pause wieder dem Team an, diesmal aber als Feldspieler.
In dieser Saison zeigten die Mammuts, dass sie sportlich nach wie vor überzeugen können.
Wieder zurück in der 2. Bundesliga Süd erreichten sie den 1. Platz bei 12 Siegen, 1 Unentschieden und nur 3 Niederlagen.
Besonders die neue Offensivstärke beeindruckte die Gegner. Mit 161 geschossenen Toren in nur 16 Spielen hatte man den stärksten Sturm der Liga, und dies mit einem Abstand von 35 Treffern auf den Verfolger Merdingen.
Besonders Alexander Krafczyk wusste in seiner ersten Saison zu überzeugen und wurde zur Nationalmannschaft eingeladen.
Trotz des sportlichen Erfolges, welcher einen direkten Wiederaufstieg in die 1. Bundesliga ermöglicht hätte, musste der Verein aus finanziellen Gründen leider verzichten.
2013 treten die Mammuts erneut in der 2. Bundesliga Süd an, und versuchen den Erfolg des Vorjahres zu wiederholen.
Helfen soll dabei Patrick Zimmermann, ein weiterer Stürmer.
Eine Weitere Veränderung gibt es auf der Torhüterposition. Der langjährige Back-Up Pierre Birk wurde in die zweite Mannschaft gemeldet, um Spielpraxis zu sammeln.
Von der zweiten Mannschaft hochgemeldet wurde im Gegenzug Patrick Zibrowius.

## Kader 2013
| Torhüter    | Torhüter          | Torhüter            | Torhüter          | Torhüter        | Torhüter     | Torhüter              |
| Nr.         |                   | Name                | Geburtsdatum      | Größe / Gewicht | Im Team seit | Letztes Team          |
| ----------- | ----------------- | ------------------- | ----------------- | --------------- | ------------ | --------------------- |
| 30          | Deutschland       | Christian Berroth   | 25. Februar 1988  | 176 cm / 75 kg  | 2006         |                       |
| 44          | Deutschland       | Patrick Zibrowius   | 12. November 1991 | 183 cm / 80 kg  | 2011         |                       |
| Verteidiger |                   |                     |                   |                 |              |                       |
| Nr.         |                   | Name                | Geburtsdatum      | Größe / Gewicht | Im Team seit | Letztes Team          |
| 16          | Deutschland       | Matthias Niebler    | 12. Mai 1985      | 179 cm / 73 kg  | 2005         |                       |
| 21          | Deutschland       | Adrian Geiss        | 9. Juli 1985      | 180 cm / 78 kg  | 2005         | Dillingen Stingrays   |
| 48          | Deutschland       | Florian Ringmaier   | 13. April 1989    | 184 cm / 125 kg | 2010         |                       |
| 77          | USA-Deutschland   | Brian Bartl         | 31. Oktober 1985  | 179 cm / 92 kg  | 2012         | Abstatt Vipers        |
| 82          | Polen-Deutschland | Michael Polaczek    | 6. Juli 1982      | 175 cm / 84 kg  | 2009         | TVA Skaterhockey      |
| Angreifer   |                   |                     |                   |                 |              |                       |
| Nr.         |                   | Name                | Geburtsdatum      | Größe / Gewicht | Im Team seit | Letztes Team          |
| 8           | Deutschland       | Dominik Hägele      | 24. Juli 1986     | 178 cm / 103 kg | 2003         |                       |
| 10          | Deutschland       | Alexander Rehle     | 21. Januar 1989   | 179 cm / 84 kg  | 2011         | TSG Augsburg Giants   |
| 22          | Kanada            | Buddy Smith         | 1. Februar 1975   | 173 cm / 75 kg  | 2011         |                       |
| 35          | Deutschland       | Markus Keller       | 19. August 1989   | 188 cm / 90 kg  | 2005         | Königsbrunn Kangurus  |
| 85          | Deutschland       | Mathias Batscheider | 24. Mai 1985      | 180 cm / 83 kg  | 2006         | TVA Skaterhockey      |
| 88          | Deutschland       | Franz Schmidt       | 1. September 1989 | 185 cm / 82 kg  | 2003         |                       |
| 89          | Deutschland       | Philipp Birk        | 25. November 1989 | 191 cm / 89 kg  | 2010         |                       |
| 91          | Deutschland       | Patrick Zimmermann  | 26. Oktober 1991  | 179 cm / 86 kg  | 2013         | Skater Union Augsburg |
| 96          | Deutschland       | Alexander Krafczyk  | 29. Mai 1988      | 187 cm / 83 kg  | 2012         |                       |

| Offizielle | Offizielle  | Offizielle  | Offizielle         | Offizielle    | Offizielle   | Offizielle   |
| Tätigkeit  |             | Name        | Geburtsdatum       | Geburtsort    | Im Team seit | Letztes Team |
| ---------- | ----------- | ----------- | ------------------ | ------------- | ------------ | ------------ |
| Betreuer   | Deutschland | Peter Görtz | 24. September 1990 | Schwabmünchen | 2006         |              |

## Besonderheiten
In der Saison 2008 führten die Mammuts als erste Mannschaft der ISHD ein eigenes Aufwärmtrikot ein. Dieses wurde in den Farben eines Sponsors und somit neon-pink gestaltet.
Eine weitere Besonderheit ist die Trainersituation der Mammuts. Diese besitzen seit Gründung des Vereins keinen Trainer, was in der 1. Bundesliga einmalig ist.

## Platzierungen
| Saison | Liga                     | Platzierung |
| ------ | ------------------------ | ----------- |
| 2003   | Landesliga Allgäu (BRIV) | Vizemeister |
| 2004   | Oberliga Süd             | Vizemeister |
| 2005   | Regionalliga Süd-Ost     | 1. Platz    |
| 2006   | 2. Bundesliga Süd (ISHD) | 1. Platz    |
| 2007   | 1. Bundesliga Süd        | 5. Platz    |
| 2008   | 1. Bundesliga Süd        | 1. Platz    |
| 2009   | 1. Bundesliga Süd        | 2. Platz    |
| 2010   | 1. Bundesliga Süd        | 3. Platz    |
| 2011   | 1. Bundesliga Süd        | 7. Platz    |
| 2012   | 2. Bundesliga Süd        | 1. Platz    |